# Рэндольф Стюарт, 9-й граф Галлоуэй
Рэндольф Элджернон Рональд Стюарт, 9-й граф Галлоуэй (англ. Randolph Stewart, 9th Earl of Galloway; 16 сентября 1800 — 2 января 1873) — шотландский аристократ и политик, занимал должности лорда-лейтенанта Керкубришира (1828—1845) и Уигтауншира (1828—1851). С 1806 по 1834 год он носил титул учтивости — виконт Гарлис.

## Ранняя жизнь
Родился 16 сентября 1800 года . Второй сын из восьми детей Джорджа Стюарта, 8-го графа Галлоуэя (1768—1834), и его жены, леди Джейн Пэджет (1774—1842). Среди его братьев и сестер были: леди Джейн Стюарт, на которой женился Джордж Спенсер-Черчилль, 6-го герцога Мальборо; леди Луиза Стюарт, которая вышла замуж за Уильяма Данкомба, 2-го барона Февершема. Его младший брат, вице-адмирал достопочтенный Кейт Стюарт, был женат на Мэри Фицрой, дочери Чарльза Огастаса Фицроя.
Его бабушкой и дедушкой по отцовской линии были Джон Стюарт, 7-й граф Галлоуэй, и Энн Дэшвуд, дочь сэра Джеймса Дэшвуда, 2-го баронета. Его дедушкой по материнской линии был Генри Пэджет, 1-й граф Аксбридж, а его дядей был Генри Пэджет, 1-й маркиз Англси.
Он получил образование в Харроу и Крайст-черче, Оксфорд. Его портрет был написан английским портретистом и историческим художником Фредериком Йейтсом Херлстоуном.

## Карьера
Рэндольф Стюарт, виконт Гарлис, будучи тори, был депутатом Палаты общин Великобритании от Кокермута с 1826 по 1831 год. Его предшественником в Палате общин от этого избирательного округа был сэр Джон Лоутер, 2-й баронет из Суиллингтона. Он заседал в Палате общин от Кокермута вместе с Уильямом Карусом Уилсоном (с 1821 по 1826 год), Лоуренсом Пилом (с 1827 по 1830 год) и Филиппом Плейделлом-Бувери (с 1830 по 1831 год).
После смерти своего отца 27 марта 1834 года Рэндольф Стюарт унаследовал титулы 9-го графа Галлоуэя, 9-го лорда Гарлиса, 2-го барона Стюарта из Гарлиса, 8-го баронета Стюарта из Корсуэлла и 7-го баронета Стюарта из Беррея . Он также унаследовал фамильное поместье Гэллоуэй-хаус в Дамфрисе и Галлоуэе. Во время его владения была проделана значительная работа по Галлоуэй-хаусу, включая наем Уильяма Берна в 1841 году для проведения перепланировок, в том числе дополнительного этажа в некоторых частях здания.

## Личная жизнь
9 августа 1833 года Рэндольф Стюарт женился на леди Гарриет Бланш Сомерсет (18 августа 1811 — 25 мая 1885), седьмой дочери Генри Сомерсета, 6-го герцога Бофорта (1766—1835), и леди Шарлотты Софии Левесон-Гоуэр (1771—1854). Супруги имели шесть сыновей и семь дочерей, в том числе:
- Леди Хелен Бланш Стюарт (1834 — 5 января 1903), которая в 1896 году вышла замуж за Уолтера Клиффорда Меллора[2]
- Алан Плантагенет Стюарт, 10-й граф Галлоуэй (21 октября 1835 — 7 февраля 1901), супруга с 1872 года леди Мэри Арабелла Артур Гайскойн-Сесил (1850—1903), дочь Джеймса Гаскойна-Сесила, 2-го маркиза Солсбери[2]
- Рэндольф Генри Стюарт, 11-й граф Галлоуэй (14 октября 1836 — 7 февраля 1920), который в 1891 году женился на Эми Мэри Полин Клифф (? — 1942), дочери Энтони Джона Клиффа[2]
- Генерал-майор достопочтенный Александр Стюарт (8 ноября 1838 — 6 января 1896), который в 1883 году женился на Аделе Марии Лодер (1859—1915), дочери сэра Роберта Лодера, 1-го баронета[2]
- Леди Эмма Джорджиана Стюарт (1840 — 24 января 1869), которая в 1856 году вышла замуж за Уилбрэхема Толлемаха, 2-го барона Толлемаха (1832—1904)[2]
- Леди Мэри Луиза Стюарт (1842 — 23 февраля 1929), которая в 1874 году вышла замуж за Чарльза Эдварда Стивена Кука (1829—1895), сына сэра Уильяма Кука, 8-го баронета[2]
- Леди Джейн Шарлотта Стюарт (1846 — 24 сентября 1897), которая в 1881 году вышла замуж за Генри Энтони Спеддинга (? — 1887)[2]
- Леди Эмили Октавия Стюарт (1847 — 7 июля 1929), которая в 1875 году вышла замуж за капитана достопочтенного Фрэнсиса Чичестера (1829—1885), сына Артура Чичестера, 1-го барона Темплмора[2]
- Полковник достопочтенный Уолтер Джон Стюарт (род. 1849)[2]
- Леди Генриетта Каролина Стюарт (1850 — 27 апреля 1930), которая в 1880 году вышла замуж за Элджернона Тернора (1845—1921)[2]
- Леди Изабель Мод Стюарт (18 мая 1852 — 28 ноября 1927), которая умерла незамужней[2].
- Достопочтенный Малькольм Стюарт (1853—1853), умерший в младенчестве[2].
- Достопочтенный Фицрой Сомерсет Кейт Стюарт (19 декабря 1855 — 21 июля 1914), который в 1888 году женился на Элизабет Луизе (урожденной Роджерс) Томпсон (? — 1935), вдове Джона Стэнли Томпсона и дочери преподобного Роберта Грина Роджерса[2].

Граф Галлоуэй скончался 2 января 1873 года. Его титула и поместья унаследовал его старший сын Адам Плантаганет Стюарт, а после его смерти — его второй сын Рэндольф Генри Стюарт. Его вдова, графиня Гарриет Бланш Стюарт, умерла в 1885 году в доме на Итон-сквер, Лондон, в возрасте 74 лет.

## Наследие
В 1875 году в Ньютон-Стюарте в Шотландии был установлен памятник 9-му графу Галлоуэю.